# John Lennon/Plastic Ono Band
John Lennon/Plastic Ono Band — дебютный студийный альбом Джона Леннона, выпущенный в 1970 году. В записи принимала участие группа Plastic Ono Band. Альбом был выпущен 11 декабря 1970 года одновременно с одноименным альбомом его жены Йоко Оно. На момент выхода John Lennon/Plastic Ono Band получил смешанные отзывы, но спустя время был широко признан лучшим сольным альбомом Леннона.
Альбом начал записываться после трёх экспериментальных записей Джона Леннона и Йоко Оно и концертного альбома группы Plastic Ono Band 1969 года. В John Lennon/Plastic Ono Band звучат в основном песни, на написание которых сильно повлияла недавняя первичная терапия (основанная на поиске возникновения психологических травм путём обращения к детским воспоминаниям) Леннона. Тексты песен отражают личные проблемы Леннона и включают темы отказа родителей от детей и психологических проблем. Треки были записаны в сентябре и октябре 1970 года в студии «Эбби-Роуд» в Лондоне совместно с одноименным сольным альбомом Йоко Оно.
John Lennon/Plastic Ono Band достиг восьмого места в чарте альбомов Великобритании и шестого в американском Billboard 200. В 1987 году Rolling Stone поставил его на четвёртое место в своём списке «100 лучших альбомов за последние двадцать лет», а в 2012 году поставил на 23-е место в списке «500 величайших альбомов всех времен». Альбом занял 244-е место в «Топ-1000 альбомов за всё время (2000)» Колина Ларкина. В 2000 году альбом был переиздан с двумя бонус-треками «Power to the People» и «Do the Oz». Переиздание альбома 2021 года включает 159 ранее не издававшихся версий сведения песен, демо-версий, невошедших дублей и отдельных звуковых дорожек.

## Обложка альбома
Обложка альбома почти идентична обложке альбома Йоко Оно Yoko Ono/Plastic Ono Band. Различия заключается в том, что на обложке Yoko Ono/Plastic Ono Band Йоко лежит на теле Леннона, а на обложке John Lennon/Plastic Ono Band — наоборот.
На обратной стороне обложки в оригинальном издании не был поставлен трек-лист альбома, взамен этого, на задней стороне альбома, была помещена фотография Джона Леннона в школьном возрасте, приблизительно в 1946 году.

## Список композиций
«Mother» (Мать) (5:34)
- Автор: Джон Леннон
- В записи приняли участие: Джон Леннон (вокал, фортепиано), Клаус Форман (бас-гитара), Ринго Старр (ударные)

«Hold On» (Держись) (1:52)
- Автор: Джон Леннон
- В записи приняли участие: Джон Леннон (вокал, ритм-гитара), Клаус Форман (бас-гитара), Ринго Старр (ударные)

«I Found Out» (Я узнал) (3:37)
- Автор: Джон Леннон
- В записи приняли участие: Джон Леннон (вокал, гитара), Клаус Форман (бас-гитара), Ринго Старр (ударные)

«Working Class Hero» (Герой рабочего класса) (3:48)
- Автор: Джон Леннон
- В записи приняли участие: Джон Леннон (вокал, акустическая гитара)

«Isolation» (Изоляция) (2:51)
- Автор: Джон Леннон
- В записи приняли участие: Джон Леннон (вокал, фортепиано), Клаус Форман (бас-гитара), Ринго Старр (ударные)

«Remember» (Вспомни) (4:33)
- Автор: Джон Леннон
- В записи приняли участие: Джон Леннон (вокал, фортепиано), Клаус Форман (бас-гитара), Ринго Старр (ударные)

«Love» (Любовь) (3:21)
- Автор: Джон Леннон
- В записи приняли участие: Джон Леннон (вокал, акустическая гитара), Фил Спектор (фортепиано)

«Well Well Well» (Так, так, так) (5:59)
- Автор: Джон Леннон
- В записи приняли участие: Джон Леннон (вокал, электрогитара), Клаус Форман (бас-гитара), Ринго Старр (ударные)

«Look at Me» (Взгляни на меня) (2:53)
- Автор: Джон Леннон (вокал, акустическая гитара)

«God» (Бог) (4:09)
- Автор: Джон Леннон
- В записи приняли участие: Джон Леннон (вокал), Билли Престон (фортепиано), Клаус Форман (бас-гитара), Ринго Старр (ударные)

«My Mummy’s Dead» (Моя мамочка мертва) (0:59)
- Автор: Джон Леннон (вокал, акустическая гитара)

## Принимали участие в записи
- Джон Леннон — соло-гитара, ритм-гитара, фортепиано, вокал.
- Клаус Форман — бас-гитара.
- Ринго Старр — ударные.
- Билли Престон — фортепиано («God»).
- Фил Спектор — фортепиано («Love»).
- Мэл Эванс — «чай и сочувствие».